# Horloge astronomique de Strasbourg
L'horloge astronomique de la cathédrale Notre-Dame de Strasbourg est un chef-d'œuvre de la Renaissance, considéré à l'époque comme faisant partie des sept merveilles de l'Allemagne. Elle est classée monument historique depuis le 15 avril 1987.

## La première horloge
Une première horloge, dite des Trois Rois (car elle faisait défiler à chaque heure les trois rois mages devant la Sainte Famille), avait été construite entre 1352 et 1354 par un maître inconnu, mais elle a dû cesser de fonctionner au début du XVIe siècle en raison de son usure et de la rouille.
Aujourd'hui exposé dans la salle d'horlogerie du Musée des arts décoratifs de Strasbourg, un coq-automate en bois et fer forgé polychrome est l'un des rares  vestiges de cette première horloge. Réalisé vers 1350, c'est le plus ancien automate conservé en Occident.

## La deuxième horloge (Herlin, Dasypodius, Habrecht, Stimmer)

### Construction d'une horloge astronomique

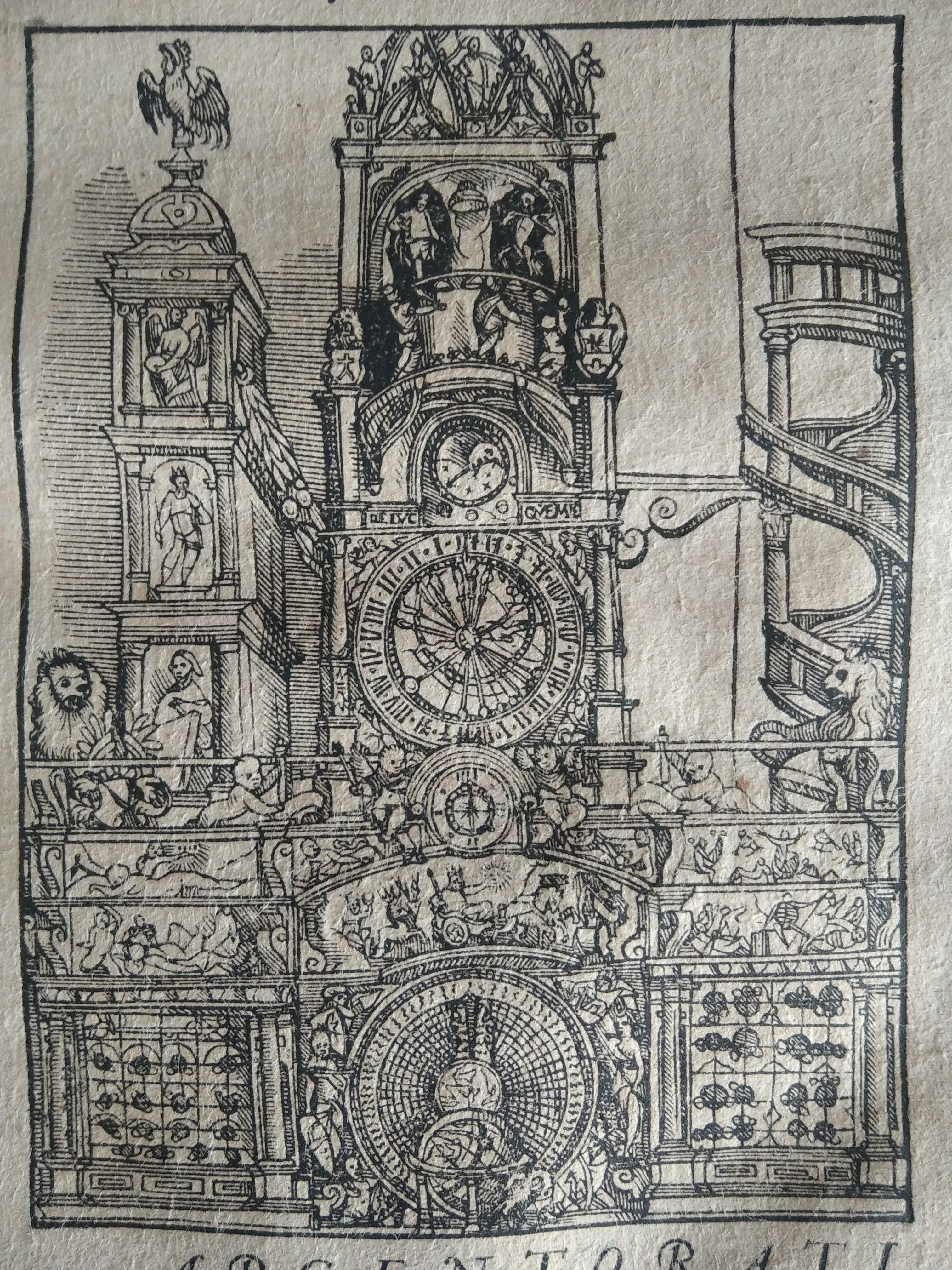
Vue en 1575. Xylographie en livre Carmen de astronomico horologio Argentoratensi écrivé par Nicodemus Frischlin.

En deux phases, entre 1547 et 1574, une deuxième horloge a été conçue initialement par le mathématicien Christian Herlin qui décède avant d'avoir pu finaliser le projet. C'est son disciple à la chaire de mathématique Conrad Dasypodius qui reprend le projet avec les frères horlogers Josias (de) et Isaac Habrecht, ainsi qu'avec le peintre Tobias Stimmer. Cette horloge était une horloge astronomique planétaire et indiquait donc le déplacement des planètes sur un astrolabe. Un calendrier perpétuel indiquait les fêtes mobiles sur une durée de 100 ans. Enfin, les éclipses à venir étaient peintes sur des panneaux. De manière intéressante le portrait de Copernic est déjà présent à cette date, ce qui montre que Dasypodius connaissait les travaux du savant et les appréciait. Le portrait a donc aussi survécu à la période sombre du procès de Galilée. La représentation héliocentrique actuelle n'est apparue qu'au 19ième siècle avec la troisième horloge.
La légende prétend que le Magistrat, inquiet que le constructeur puisse construire ailleurs un ouvrage semblable, lui aurait fait crever les yeux.
L’horloge de Dasypodius cessa de fonctionner peu avant la Révolution française et resta dans cet état jusqu’en 1838.

### Transformation de l'Horloge par Schwilgué

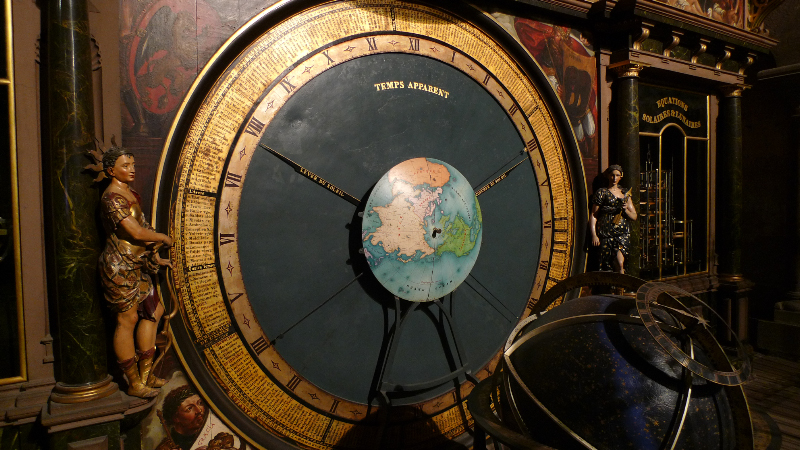
Le temps apparent.

De 1838 à 1843, l’horloge fut transformée par Jean-Baptiste Schwilgué (1776-1856), un Alsacien autodidacte qui, après avoir été apprenti horloger, devint professeur de mathématiques, vérificateur des poids et mesures, et enfin entrepreneur. Schwilgué avait souhaité réparer l’horloge dès son plus jeune âge et ce projet fut le principe directeur de toute sa vie.

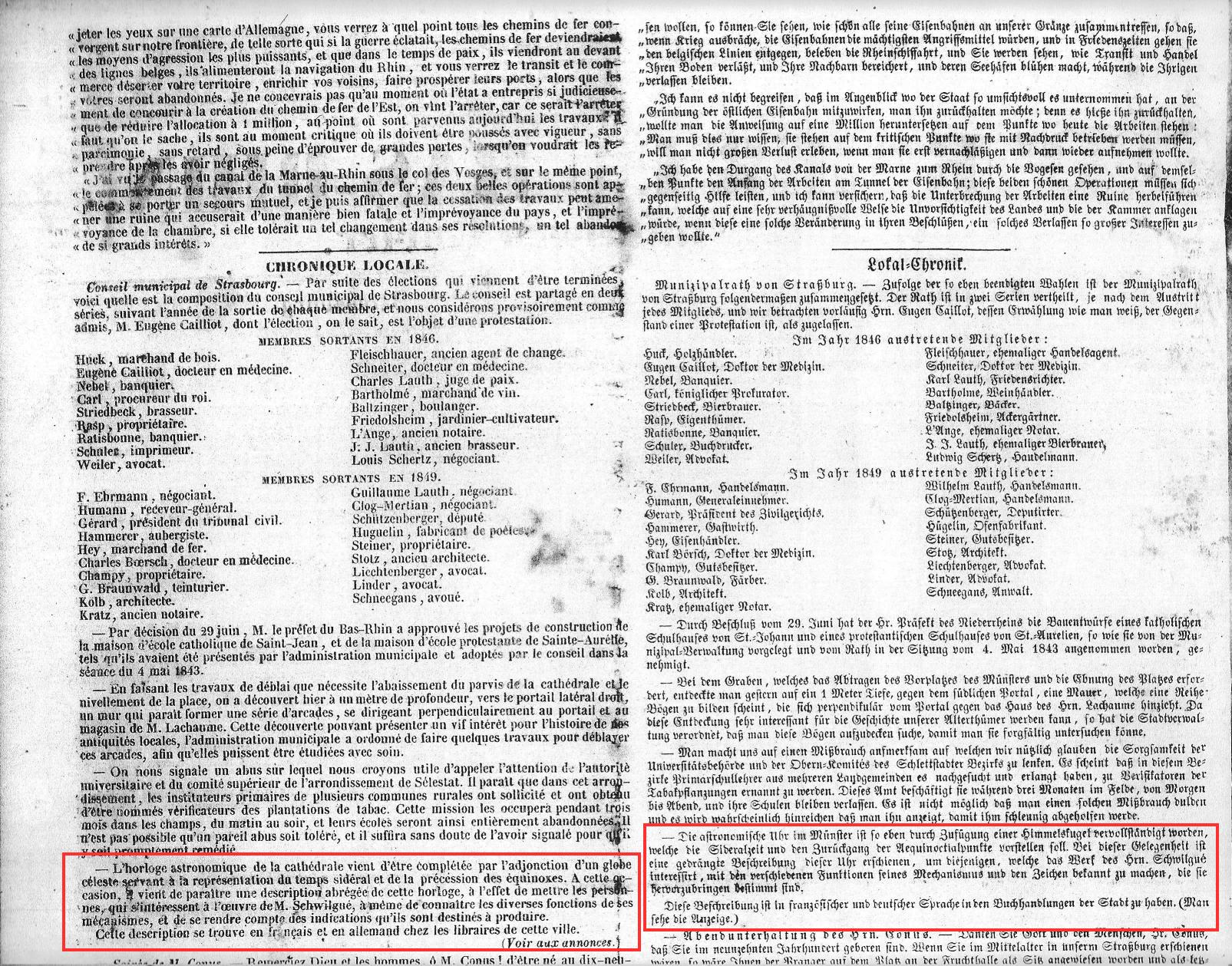
L'annonce de l'achèvement du globe en 1843.

## La troisième horloge (Schwilgué)
La troisième et actuelle horloge consiste globalement en de nouveaux mécanismes placés dans le buffet de la deuxième horloge, datant du XVIe siècle. Les cadrans sont aussi nouveaux, mais l’horloge est dans son ensemble conservatrice, dans le sens où les fonctions de l’horloge de Schwilgué diffèrent peu de celles de l’ancienne horloge, sauf pour ce qui est du défilé des Apôtres qui n’existait pas auparavant. Pour le reste, il y a toujours un équivalent.

### Le comput ecclésiastique

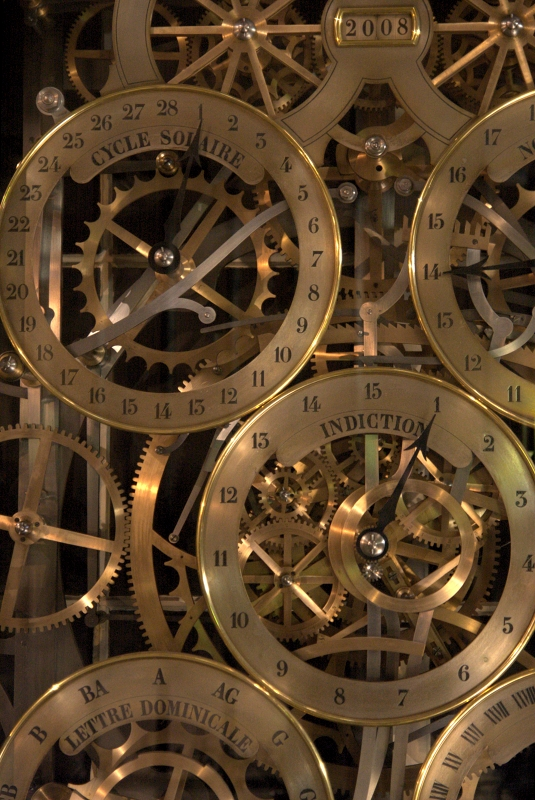
Un détail du comput ecclésiastique.

L’horloge de Schwilgué fait la même chose que l’horloge de Dasypodius mais différemment voire mieux : alors que l’ancienne horloge indiquait les fêtes mobiles par avance sur une période de cent ans, la nouvelle horloge détermine les fêtes mobiles de l’année à venir à la fin de chaque année. Moyennant un remontage et un entretien régulier, on peut considérer ce mécanisme — le comput ecclésiastique — comme un calendrier perpétuel. La règle pascale est assez simple à énoncer et la définition de la date de Pâques a été adoptée au concile de Nicée, en 325. Selon ce concile, Pâques tombe « le dimanche qui suit le quatorzième jour de la Lune qui tombe le 21 mars ou immédiatement après ».

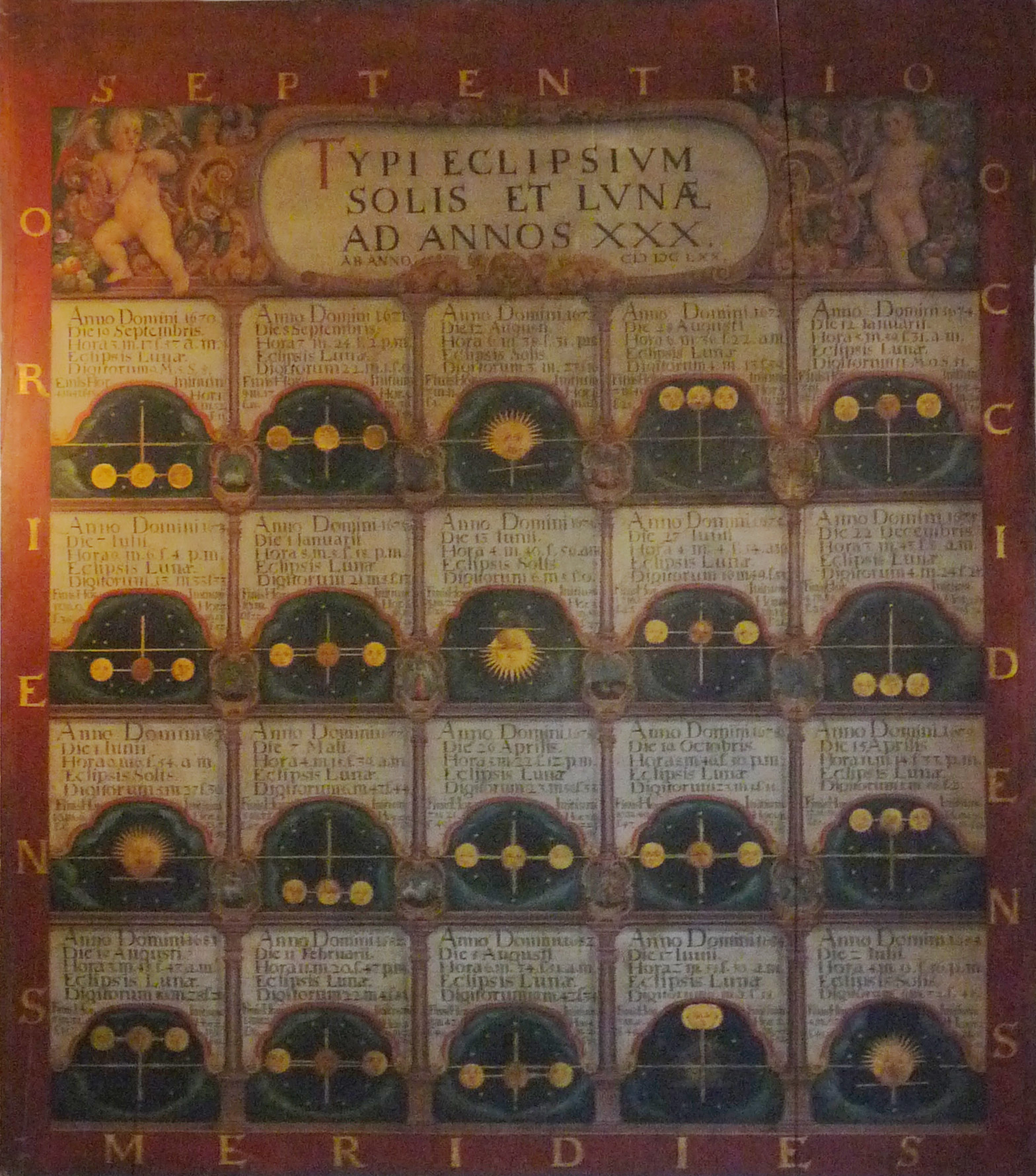
Tableau des éclipses de soleil et de lune.

Toutefois, les choses sont devenues plus compliquées lors de l’introduction du calendrier grégorien en 1582, lequel calendrier a modifié les dates des pleines lunes pascales et leurs règles de calcul. Dans l’état actuel de nos connaissances, Schwilgué a été le premier à avoir traduit le calcul de Pâques grégorien sous forme mécanique dès 1821 avec un prototype conçu en 1816. Ce prototype avait disparu pendant la Seconde Guerre mondiale, mais il a refait surface en 2021 et a été donné à la paroisse de la cathédrale de Strasbourg,. C’est ce même mécanisme qui figure, en plus grand, en bas à gauche de l’horloge actuelle.

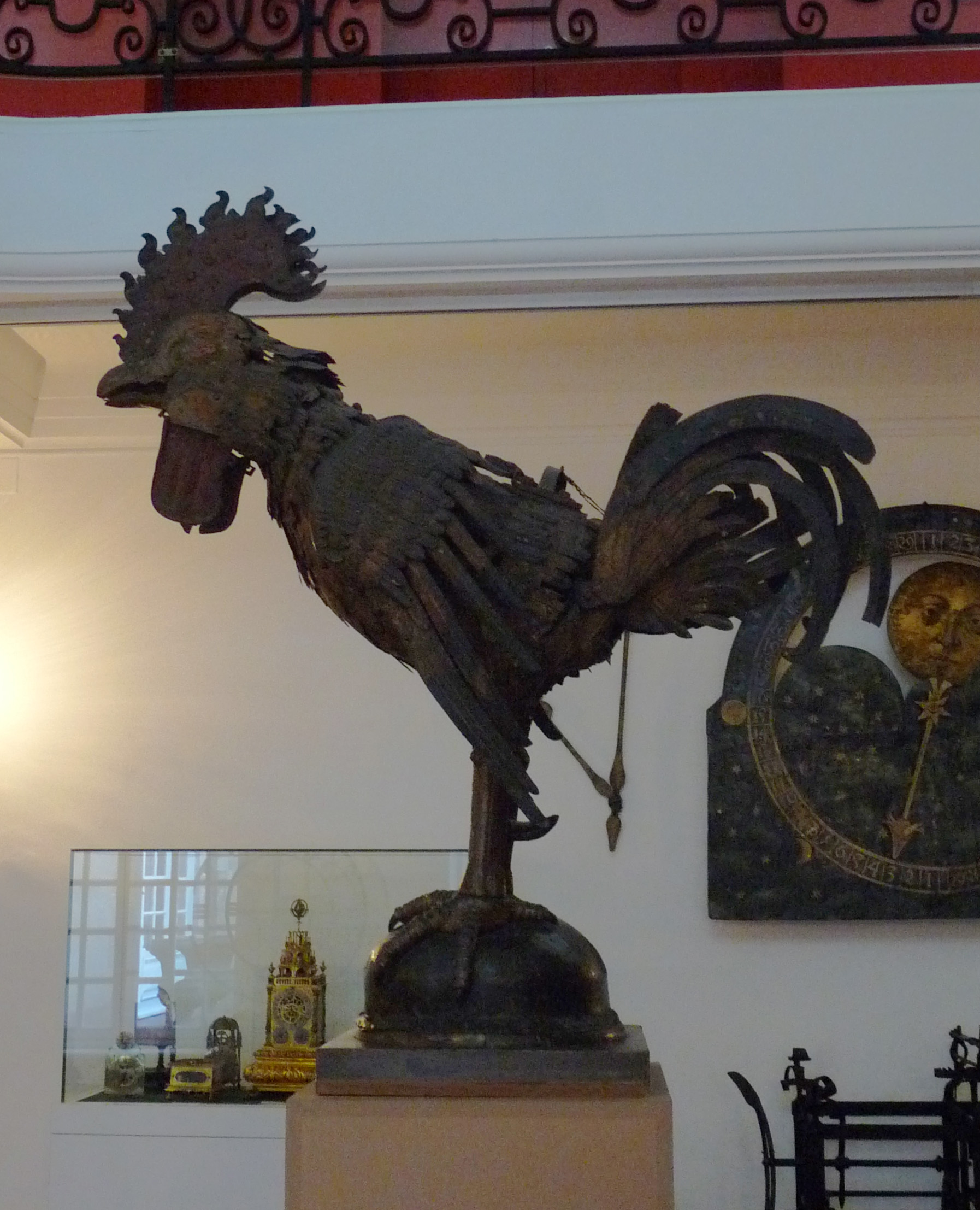
Coq-automate de la première horloge (vers 1350).

Contrairement à ce qui est souvent dit, ce mécanisme n’est pas un ordinateur, bien que « comput » soit la racine de computer (ordinateur). Le « comput ecclésiastique » est en fait le « calcul de l’Église ».
Il existe un autre modèle réduit du comput de Schwilgué construit dans les années 1970 par Frédéric Klinghammer.
Certaines horloges astronomiques comportent un comput inspiré plus ou moins directement de celui de Schwilgué. C'est le cas notamment pour l'horloge astronomique de Jens Olsen à Copenhague et pour l'horloge astronomique de Daniel Vachey. L'horloge astronomique de Chauvin comporte aussi un comput inspiré de celui de Strasbourg, mais il s'agit d'un comput simplifié, sans la détermination de la date de Pâques. Les horloges astronomiques de Besançon et de Beauvais comportent des computs, mais ceux-ci ne sont pas perpétuels.

### Les outils et la précision
Schwilgé a construit l'horloge tout en inventant un ensemble impressionnant d'outils pour améliorer la précision et la maintenance de l'œuvre. Les dents des engrenages sont "plates" ou "carrées" sur la deuxième horloge. Cela impose de mettre des poids plus importants pour que la force soit suffisante afin de les "pousser" lorsque les dents ne sont plus totalement en contact. Schwilgé a utilisé des dents avec une courbure épicycloide afin de garantir une friction minimale d'une part et une force constante des dents l'une sur l'autre. Cela permet de mettre moins de poids pour une force identique et donc une maintenance simplifiée. Il a pour cela créé des outils, des machines pour produire ces dents. 
Son obsession pour la précision le mène à intégrer la précession des équinoxes dans la représentation du globe terrestre. La période du phénomène étant d'un peu moins de 26 000 ans il est évident qu'il n'a jamais pu mesurer la précision de son mécanisme d'engrenage sur la position du globe.

### Les automates
Ce qui attire le plus les touristes, ce sont les automates. Ceux-ci se mettent en mouvement aux quarts d'heures, aux heures et à midi (par rapport à l'heure de l'horloge qui est quasiment le temps moyen de Strasbourg). L'horloge est réglée sur le temps civil moins 30 minutes, ce qui est quasiment (à une minute près) le temps moyen de Strasbourg en hiver, et le temps moyen plus une heure en été.
À chaque quart d'heure, un ange sonne sur une cloche tandis que le second retourne un sablier. Un personnage parmi quatre défile devant la Mort. Ces quatre personnages représentent les âges de la vie : un enfant au 1er quart d'heure, un jeune homme à la demie, un adulte au 3e quart d'heure et un vieillard à l'heure juste.
Une fois par jour, à midi heure locale, soit 12h 30 en heure d'hiver, au dernier étage, ce sont les douze Apôtres qui passent devant le Christ. Au passage des 4e, 8e et 12e apôtres, un coq situé en haut et à gauche de l'horloge chante et bat des ailes. Contrairement à ce qui est souvent écrit, ce coq ne rappelle pas l'épisode du Christ annonçant à Pierre qu'il le renierait trois fois avant que le coq chante, puisque les deux premières horloges comportaient déjà un coq, sans pour autant qu'il y ait des apôtres.
L’horloge indique bien plus que l’heure officielle puisqu’elle permet aussi de connaître le temps moyen, le jour, le mois, l’année, le signe du zodiaque, la phase lunaire et la position des planètes jusqu'à Saturne ainsi que la position de la Lune.

## Propriété et gestion de l'horloge astronomique

### Propriété de l'horloge
L'horloge astronomique appartient à l'État, tout comme la cathédrale. La question de la propriété avait notamment été soulevée vers 1910 lorsque l'accès à l'horloge astronomique a été rendu payant à midi. Après de nombreuses contestations, notamment de la part du conseil municipal de Strasbourg (voir délibérations), Ignaz Fahrner, docteur en droit canonique, a étudié la question et a conclu que la Fabrique pouvait légitimement percevoir une taxe sur l'horloge. Dans son raisonnement, Fahrner a considéré (de manière peut-être un peu inattendue) que l'horloge était propriété de l'État, et non de la fabrique.

### Gestion de l'horloge
De 1858 jusqu'en 1989, l'entretien de l'horloge astronomique a été assuré par l'entreprise Ungerer. De 1989 à 2001, c'est Alfred Faullimmel (ancien employé d'Ungerer) qui a officiellement été chargé de l'entretien. Depuis 2001, c'est son fils Ludovic qui a la charge de l'entretien. L'entretien est payé depuis 1946 par la fabrique de la cathédrale de Strasbourg, bien que celle-ci ne soit pas propriétaire de l'horloge. Avant 1946, l'horloge astronomique était entretenue par l'Œuvre Notre Dame (avec laquelle Schwilgué avait conclu le contrat). La prise en charge de l'entretien est passée de l'Œuvre Notre Dame à la fabrique car la fabrique faisait payer les visites de midi et l'Œuvre Notre Dame se retrouvait lésée en devant payer pour l'entretien.
Depuis 2006, l'horloge est supervisée par un comité dépendant de la fabrique de la cathédrale. En 2014, ce comité était composé des personnes suivantes :
- M. le chanoine Michel Wackenheim
- M. Patrice Schieber, membre du conseil de fabrique, et ancien président du directoire de l'entreprise Vedette
- M. Francis Spitzer, ancien préfet
- M. Patrick Fuchs, intendant de la cathédrale
- M. Alfred Faullimmel, ancien responsable de l'entretien de l'horloge astronomique
- M. Jean-Pierre Rieb, coauteur (avec Henri Bach) d'un livre sur l'horloge astronomique
- M. Denis Kleinknecht, coauteur d'un livre sur le comput de Klinghammer
- M. Pascal Dubois, ancien astronome
- M. Pierre Juillot, ancien physicien
- M. Marc Schmidt (horlogerie Schmidt-Lutz), en soutien de M. Faullimmel

## Autour de l'horloge astronomique

### Cercle commémoratif de l'ancienne grande cloche de la cathédrale
Au mur en face de l'actuelle horloge astronomique se trouve un grand cercle commémorant l'ancienne plus grande cloche de la cathédrale. Ce cercle date environ de 1700 et comportait anciennement en son centre le battant de cette cloche. Ce battant a disparu depuis longtemps. Entre 2015 et 2018, le cercle était partiellement recouvert par l'installation temporaire de Sylvie Lander (voir ci-dessous).

### Tondo de verre de Sylvie Lander (2015-2018)

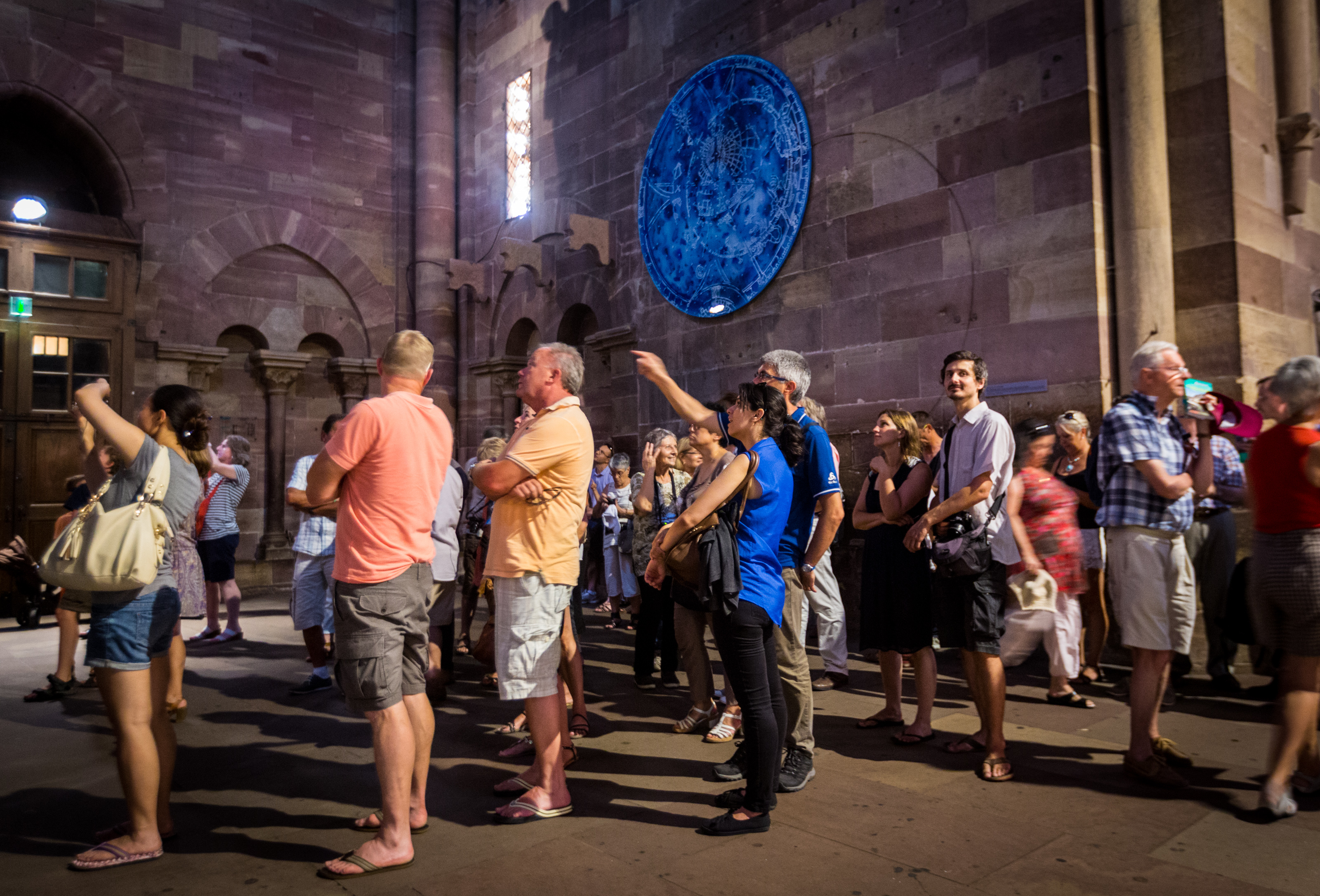
Le tondo de Sylvie Lander à l’arrière-plan.

En juin 2015, Ex Tempore, un tondo de verre de l'artiste Sylvie Lander, est inauguré dans le transept sud, là où était située la première horloge astronomique de 1352, dans le cadre de la Biennale du verre de Strasbourg et comme hommage aux mille ans des Fondations de Notre-Dame de Strasbourg.
Ex Tempore est une pièce en verre peinte reprenant une photographie de l'astrolabe de Conrad Dasypodius (1574) prise au Musée des arts décoratifs.
Fruit d'une étude sur la profondeur, elle renvoie, d'un point de vue iconographique, au temps renseigné par l'horloge tout en étant une référence à la fin des temps, quand le Christ viendra juger les vivants et les morts. Cette installation temporaire a été retirée de la cathédrale en mai ou juin 2018.